# Metro Center
Metro Center is een metrostation in Washington D.C. waar de Rode lijn van de metro van Washington de op dat traject gezamenlijk lopende Zilveren, Blauwe en Oranje lijn dwarst. Overstappen is eenvoudig gezien op het hoogste niveau de twee zijperrons voor de treinstellen van de Rode lijn elk direct verbonden zijn met het onderliggende eilandperron waar de drie andere lijnen bediend worden. Het is een van de drie knooppunten van het stedelijk metronet en is met vier bediende lijnen op L'Enfant Plaza na het best bereikbare station dat veel voor transfers door gebruikers wordt benut.
Het station is gelegen in de wijk afgegrensd door New York Avenue in het noorden en Pennsylvania Avenue in het zuiden, meer specifiek tussen 12th en 13th Street NW daar waar deze G Street NW kruisen, vlak bij de grootwarenhuizen Macy's en T.J. Maxx. Het station bedient de omliggende winkelstraten en uitgaansbuurt met meerdere theaters waaronder het Ford's Theatre, maar ook het National Museum of Women in the Arts, het Smithsonian American Art Museum en de Martin Luther King Jr. Memorial Library hoewel voor die laatste twee ook Gallery Place - Chinatown gebruikt kan worden. Het station Metro Center werd op 27 maart 1976 geopend.
In 2008 en 2009 oversteeg het gebruikersaantal per weekdag de 30.000, in 2015 was dit terug gezakt naar 27.058 passagiers op een gemiddelde weekdag.